# Sorelle Materassi (miniserie televisiva)
Sorelle Materassi è uno sceneggiato televisivo prodotto e trasmesso nel 1972 dalla Rai sull'allora Programma Nazionale (in seguito diventato Rai 1),  tratto dal romanzo omonimo di Aldo Palazzeschi pubblicato nel 1934.
La sceneggiatura della fiction televisiva - articolata in tre puntate messe in onda in prima serata nelle domeniche del 24 settembre, del 1º ottobre e dell'8 ottobre - era di Luciano Codignola e Franco Monicelli, con la supervisione dello stesso Aldo Palazzeschi, mentre la regia era firmata da Mario Ferrero.
Principali interpreti erano, nei ruoli delle tre sorelle Materassi (ricamatrici di bianco), Sarah Ferrati (Teresa), Rina Morelli (Carolina) e Nora Ricci (Giselda, sposata ma poi abbandonata dal marito), in quello della fedele domestica Niobe Ave Ninchi e in quello del nipote Remo Giuseppe Pambieri. Fra le comparse figura anche l'allora ventenne Roberto Benigni nel ruolo di un giovanotto.
Altri interpreti:
- Roberto Sanetti: Palle
- Evelina Gori: Augusta, la quarta sorella, madre di Remo
- Dina Sassoli: la contessa russa
- Erna Schürer: Peggy, la ricca ereditiera sposata da Remo
- Nietta Zocchi: la direttrice
- Siria Betti: la moglie di Fellino, il fattore delle Materassi
- Alfredo Bianchini: il parroco

La trama dello sceneggiato televisivo ricalca fedelmente quella del romanzo e del film con il medesimo titolo - appunto, Sorelle Materassi - che ne fu ricavato negli anni quaranta dal regista Ferdinando Maria Poggioli.